# إقليم كاراس
إقليم كاراس (بالإنجليزية: ǁKaras Region) هو أقليم في ناميبيا، يتبع ناميبيا، بلغ عدد سكانه 77٬421 نسمة، في 2011، عاصمته كيتمانشوب، تبلغ مساحته 161٬215 كيلومتر مربع.

## الموقع
يشترك في الحدود مع:
- كيب الشمالية
- إقليم هارداب.

## التقسيمات الإدارية
- Berseba Constituency [الإنجليزية]‏
- Karasburg Constituency [الإنجليزية]‏
- Keetmanshoop Rural [الإنجليزية]‏
- Keetmanshoop Urban [الإنجليزية]‏
- ǃNamiǂNûs Constituency [الإنجليزية]‏
- Oranjemund Constituency [الإنجليزية]‏.